# 阪神3801・3901形電車
阪神3801・3901形電車（はんしん3801・3901がたでんしゃ）は、阪神電気鉄道が1974年に導入した優等列車用の電車で、赤胴車と呼ばれる急行系車両の形式である。西大阪線（現・阪神なんば線）の難波駅延長計画を見越して、1974年から1977年にかけて4両編成3本計12両が製造された。
その後の情勢の変化に伴い、1986年に6両貫通編成で阪神本線用の8701・8801・8901形、2両編成で武庫川線用の7890・7990形に改造された。8701・8801・8901形は2009年に廃車され、7890・7990形は2020年に廃車されている。これら改造形式については、個別の記事で紹介する。

## 急勾配への対応
阪神なんば線の前身である伝法線は、第二阪神線計画の一部として建設されたが、太平洋戦争後は難波駅へ延伸することとなり、1964年5月に千鳥橋駅から西九条駅まで延長して西大阪線と改称した。しかし、西九条駅から先の延伸区間では、安治川橋梁と地下の九条駅の間に38‰の急勾配が約700m続くと想定された。
7801・7901形以降の急行系車両は発電ブレーキを省略していたが、西大阪線延伸区間の連続下り勾配に備えて抑速ブレーキを追加するため、発電ブレーキを復活した新形式の急行系車両として登場したのが3801・3901形である。
なお、本形式の設計計画時には、乗り入れ先の近鉄奈良線の車両規格に対応した20m級の4扉車として計画されたという話が残っている。ただし、3801・3901形か別の形式かは不明である。

## 編成構成
1974年に4両編成2本、1977年に4両編成1本の合計12両が武庫川車両工業で製造された。編成は4両固定編成で、両端の先頭車は制御車の3901形 (Tc) 、中間車は電動車の3801形 (M) からなるTc - M - M' - Tcの4両編成を基本とし、奇数番号車が大阪方、偶数番号車が神戸方に連結されていたのと、奇数番号車と偶数番号車とでM - M'ユニットを組んでいたのは7001形と同じである。
| ← 梅田元町 → | ← 梅田元町 → | ← 梅田元町 → | ← 梅田元町 → | 竣工           |
| クハ Tc1     | モハ M       | モハ M'      | クハ Tc2     |                |
| 3901         | 3801         | 3802         | 3902         | 1974年3月22日  |
| 3903         | 3803         | 3804         | 3904         | 1974年10月16日 |
| 3905         | 3805         | 3806         | 3906         | 1977年2月23日  |

## 設計

### 車体
車体は7001・7101形に準じるが、車高が若干低くなった。車体断面の見直しにより構体の高さが2,640mmとなり、8000系初期車までの標準型となった。レール面からの車体高さは3,599 mmである。
座席は他形式と共通のロングシートで、緑色格子柄の化粧板も7001形を踏襲した。
1977年に増備された3905Fでは、阪神で初めて車体正面および側面に種別・行先表示器が設置された。車外スピーカーも側面各2箇所に設置され、車掌によるプラットホームの乗客に対する案内放送を可能としている。両端の先頭車は同時期製造の5001形（2代目）と同様に運転台部分が100mm延長され、全長も18,980mmとなった。乗務員扉の幅・高さともに従来より5cm拡大され、扉幅は550mmとなった。
なお、種別・行先表示器と車外スピーカーは3905Fと編成を組む3501形にも設置されたほか、1977年に先の3901・3903編成にも追加で設置された。

### 主要機器
台車は阪神初のS型ミンデン台車である住友金属工業製FS-390（3801形）、FS-090（3901形）を装着し、乗り心地の向上を図った。以後の新車は8000系の最終増備車まで、急行系・普通系双方ともS型ミンデン台車を採用している（廃車発生品利用の5131形・5331形を除く）。車輪は直径860mmで、電動車用は一体圧延車輪、付随車用は波打車輪が用いられた。
主電動機は出力を従来標準の110kW/300Vから130kW/340Vに増強され、東洋電機製造製TDK-8140-Aを3801形に4基搭載、歯車比はそれまでの74:13 (5.69) から81:14 (5.77) に変更された。
制御方式は7001形の電機子チョッパ制御から再び抵抗制御に戻り、下り勾配に対応するため抑速機能が追加された。主制御器は三菱電機製電動カム軸式制御器のABFM-138-15-MDHAを3801形奇数車に搭載した。主抵抗器は3801形奇数車（M車）に搭載したが、抑速発電ブレーキの採用による容量増大のためM車だけでは搭載しきれず、3901形奇数車（Tc1車）にも分散して搭載された。
ブレーキは電空併用抑速ブレーキ付きのHSC-D電磁直通ブレーキを装備した。将来の路線の高架化・地下化による線形変更を見込み、抑速ブレーキ対応のため発電ブレーキを復活した。
電動発電機 (MG) は70kVAのCLG-346を3801形偶数車および3901形奇数車に搭載、空気圧縮機 (CP) はDH-25を3801形偶数車および3901形に搭載した。
3905Fでは搭載機器とその配分に一部変更があり、空気圧縮機 (CP) をC-2000-Mに変更したほか、従来3801形偶数車に搭載していた電動発電機 (MG) を3901形偶数車 (3906) に搭載し、3901形奇数車が搭載していた主抵抗器を3801形偶数車に搭載することによって、中間車の車重を軽量化することにより編成単位での重量の均等配分を図った。
パンタグラフは3801形の奇数車に下枠交差式を2基搭載し、冷房装置は阪神標準の分散式MAU-13Hを7001形同様パンタグラフ搭載車は6台、非搭載車は7台搭載した。
連結器は、先頭車の前頭部にバンドン式密着連結器を取り付けたが、中間車は4両固定編成で通常切り離すことがないことから棒連結器とした。

## 運用
3801形は3編成12両が製造され、7001形とともに阪神本線の特急や急行といった優等列車運用を主体に使用された。西大阪線の延長は、沿線住民の反対や阪神本線の輸送需要の伸び悩みなどで遅々として進まず、やがて凍結状態となった。
阪神の優等列車運用が一部の急行・準急運用を除いて6両編成が基本になると、4両編成の本形式は不足する2両を同じ発電ブレーキを持つ3501形などの2両編成を連結して補っていた。しかし、その他の「赤胴車」は7801・7901形をはじめとした発電ブレーキ未装備の車両が大半を占めていたため、1980年代に入って3501形や3561・3061形の置き換え計画が具体化してくると、併結対象の形式がなくなり、阪神本線での運用ができなくなる状況が予想された。
3901Fは製造以来故障が多く、原因不明の脱線事故も続発していた。同編成は1985年4月22日に須磨浦公園発阪神梅田行き特急として運用中、山陽電気鉄道本線須磨寺駅 - 月見山駅間で脱線事故が発生し、以後使用停止となった。原因については軸重にアンバランスがあったのではないかという説が紹介されている。

## 廃車と組成・形式変更
3801・3901形は3501形と併結しての6両編成で運用されていたが、1986年には3501形の廃車が開始された。脱線事故を起こした第1編成の3901Fも1986年3月13日付で廃車となり、これを機に残りの2本8両が1986年夏に組成変更を行い、本線用の6両編成1本が8701・8801・8901形、武庫川線用の2両編成1本が7890・7990形に形式変更された。これにより3801・3901形は形式消滅した。
第1編成の廃車で発生したFS090台車は、8000系の8217 - 8220の4両の新造の際に流用されている。

### 8701・8801・8901形への改造

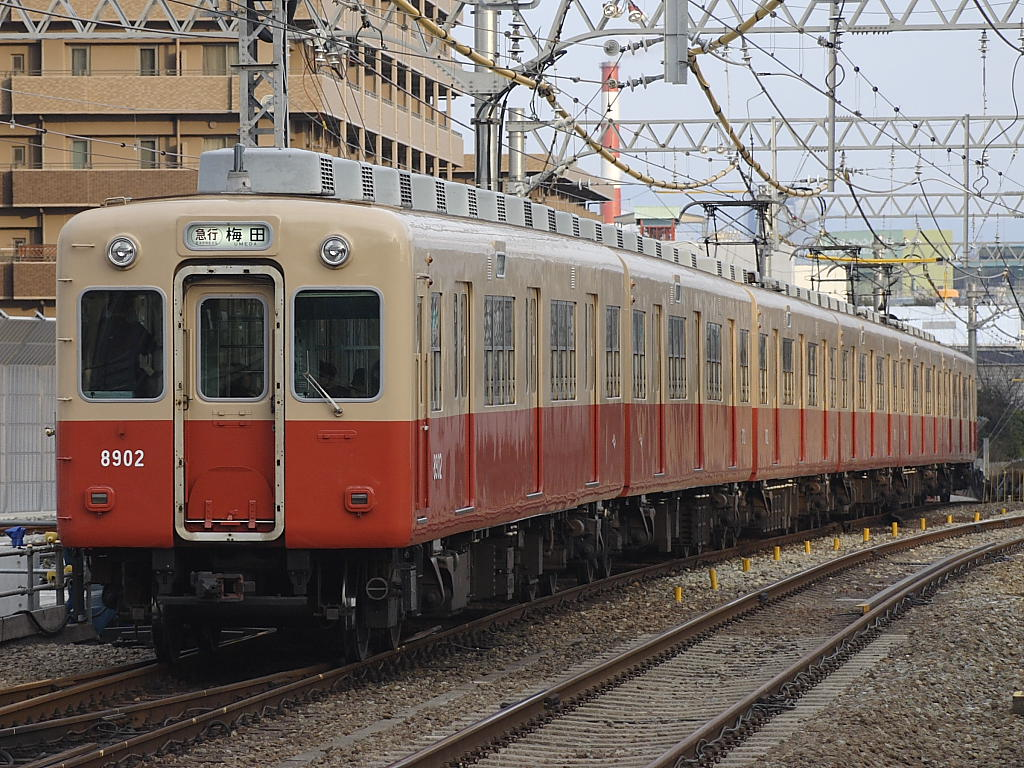
8701・8801・8901形（2007年）

1986年時点では本線の優等列車のうち特急・急行は全て6両編成での運用となり、6両固定編成の8000系も増備されていたことから、3801・3901形の残存車8両のうち6両は8000系に準じた6両固定編成となり、8701・8801・8901形に改称された。
組成変更では3801・3901形第2編成の大阪方3両である3903・3803・3804が大阪方ユニットの8901・8801・8701に、第3編成の神戸方3両である3805・3806・3906が神戸方ユニットの8802・8702・8902になり、8901・8801・8701と8802・8702・8902のユニットを組み合わせた6両編成となった。
8701の神戸方と8802の大阪方には3両単位での分割用に簡易運転台が設置され、8802のパンタグラフは神戸方の1基が撤去された。神戸方先頭車の8902は3801・3901形第3編成に由来する先頭車であるため、車体全長が100 mm長い。
改造後も特急・急行系で運用されたが、1998年に運行を開始した阪神梅田 - 山陽姫路間直通特急の運用への対応はされなかった。西大阪線（阪神なんば線）延伸用に2006年より増備された1000系への置き換えにより、8701・8801・8901形は2009年3月開業の阪神なんば線に入線することなく同年2月に廃車となった。

### 7890・7990形への改造

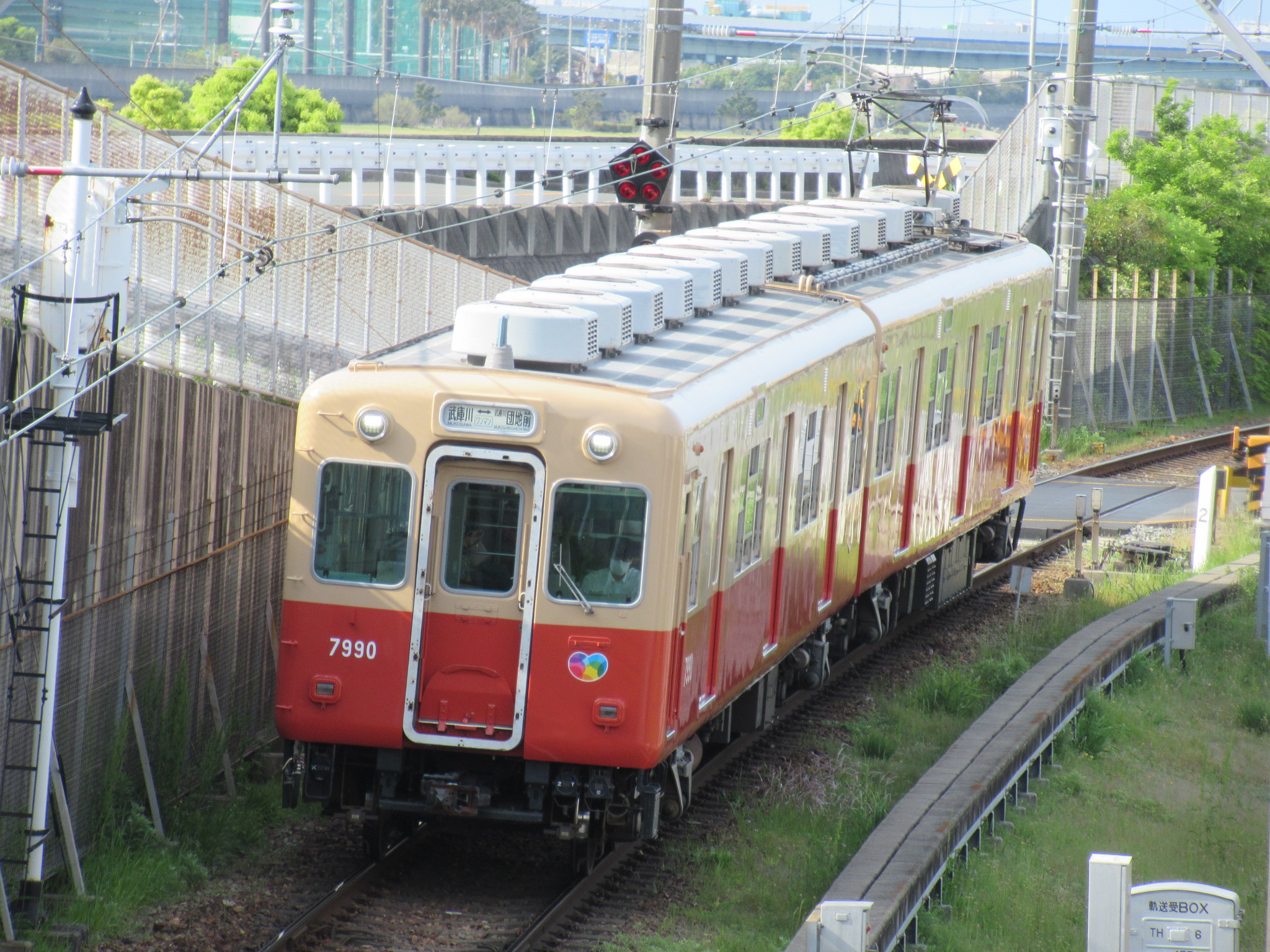
7890・7990形（2020年）

3801・3901形の残存車8両のうち6両は1986年に本線用の8701・8801・8901形となったが、残る先頭車2両は同年に武庫川線用として7890・7990形へ改造された。3904が制御電動車の7890形7890に、3905が制御付随車のまま7990形7990に改造されており、阪神の営業用車で唯一末尾が「0」の形式となった。
3904・3905の2両とも制御付随車であったため、このうち3904→7890が廃車となった3801Fからの機器流用で電動車化された。電動車が1両のみのため従来の2両ユニット用制御装置を1両用に改造して主電動機4個を永久直列で制御する方式とし、発電ブレーキは非搭載となった。パンタグラフは7890の運転台側から2個目の冷房装置を撤去して1基搭載された。
台車は7890が廃車となった3801形から転用されたFS391、7990は3905時代と同じFS091である。7990は3801・3901形第3編成の先頭車であったため、車体全長が100 mm長い。
営業運転では武庫川線のみで運用され、2000年には7861・7961形2両編成3本とともにワンマン化改造された。2020年6月には7861・7961形とともに5500系の武庫川線用改造車へ置き換えられ、従来塗装の赤胴車の運用も終了した。7890・7990形のうち7990は廃車解体されたが、7890は廃車後解体されず2021年より西宮市のUR武庫川団地内の広場に静態保存されている。